# 460-talet

## Händelser
- 460 -  Sittande Buddha, grotta 20, Yunganggrottorna, Datong, Shanxi, is made. Norra Wei.
- 462 - Zeusstatyn, ett av världens sju underverk, förstörs av en brand efter att ha flyttats till Konstantinopel.
- 462 - Damingkalendern introduceras i Kina av matematikern Zu Chongzhi (425-500).

## Födda
- Omkring 461 – Romulus Augustulus, kejsare av Västrom.
- 467 – Leo II, kejsare av Bysantinska riket.

## Avlidna
- 17 mars 461 – S:t Patrick, Irlands skyddshelgon (död omkring detta år)